# Mastophora catarina
Mastophora catarina là một loài nhện trong họ Araneidae.
Loài này thuộc chi Mastophora. Mastophora catarina được Herbert Walter Levi miêu tả năm 2003.